# Monomma rufolineatum
Monomma rufolineatum es una especie de coleóptero de la familia Monommatidae.

## Distribución geográfica
Habita en Filipinas.